# آبشار گلهو
آبشار گُلهو، آبشار وَرتَختان یا آبشار کاکارضا آبشاری فصلی واقع در استان لرستان در نزدیکی روستای کاکارضا است. این آبشار در سی و پنج کیلومتری شمال شهر خرم‌آباد و در دره‌ای در میان درختان بلوط و کشتزارهای صیفی و حبوبات قرار گرفته است. این آبشار حدود بیست متر ارتفاع دارد.
نام این آبشار از دو واژه گل و هو تشکیل شده و هو در زبان پهلوی به معنای «نیکو» است و نام این آبشار به معنای «مکان گل‌های خوب» است.